# Carbonita
Carbonita är en kommun i Brasilien.   Den ligger i delstaten Minas Gerais, i den sydöstra delen av landet, 600 km öster om huvudstaden Brasília. Antalet invånare är 9 158.
Omgivningarna runt Carbonita är huvudsakligen savann. Runt Carbonita är det mycket glesbefolkat, med 6 invånare per kvadratkilometer.